# Liniparhomaloptera obtusirostris
Liniparhomaloptera obtusirostris es una especie de peces de la familia Balitoridae en el orden de los Cypriniformes.

## Morfología
• Los machos pueden llegar alcanzar los 7 cm de longitud total.

## Distribución geográfica
Se encuentran en Asia: es una especie  endémica de la  cuenca del río Xi Jiang (Guangdong, la China ).

## Hábitat
Es un pez de agua dulce y de clima subtropical.